# گلادی دورادور
گلادی دورادور (انگلیسی: Sandy Dorador؛ زادهٔ ۴ ژانویهٔ ۱۹۸۹) بازیکن فوتبال اهل پرو است.
وی همچنین در تیم‌های ملی فوتبال Peru women's national football team و Peru women's national futsal team بازی کرده‌است.